# 正岡村
正岡村（まさおかむら）は愛媛県風早郡のち温泉郡にあった村である。1951年（昭和26年）に隣の難波村とともに北条町に合併し、自治体としては廃止された。現在の松山市最北部。地域名としては小学校名などとして今日まで受け継がれている。

## 地理
高縄半島の西部、現在の松山市の北部、旧北条市の市街地の北東側（陸地側）に位置する。高縄山の西麓、高縄山系に源流を発する立岩川中流左岸に当たり、東側になだらかな丘陵地が、西側には平坦地が広がる。西は北条町に接する。昭和30年代までは純農村であった。

### 村名の由来
正岡郷の名は戦国期には既にみられる。

## 社会

### 地域・集落
合併・発足前の旧7村をそのまま大字として継承。
八反地（はったんじ）、中西内（なかにしうち）、中西外（なかにしそと）、寺谷（てらたに）、院内（いんない）、波田（はだ）、神田（かんだ）
後に寺谷と波田とは合体し高田（たかた）と呼ばれ、6地区構成となっている。
神田は松山市に既に同名の町があったことから松山市への編入に伴い、正岡を冠して「正岡神田」（まさおかかんだ）と呼ばれる。

### 世帯数・人口
- 1904年（明治37年）　406戸、2303人
- 1921年（大正10年）　415戸、2480人

参考　2020年（令和2年）　814世帯、1956人

### 教育
- 正岡小学校 1892年（明治25年）正岡尋常小学校、北条町立、北条市立を経て松山市立正岡小学校として現在に至る[2]。
- 正岡中学校 1949年（昭和24年）北条・難波・正岡の3校が組合立北温中学校[3]、さらに北条市となってから後の1966年（昭和41年）4月に北温・立岩・浅海の3校が統合し　北条市立北条北中学校として統合[4]（現在は松山市立）された[5]。

## 沿革
- 1889年12月15日 - 町村制施行により旧風早郡八反地村、中西内村、中西外村、寺谷村、院内村、波田村、神田村が合併し風早郡正岡村として発足。
- 1897年4月1日 - 風早郡が温泉郡に編入され温泉郡正岡村となる。
- 1951年4月1日 - 温泉郡北条町、難波村との合併により温泉郡北条町となり消滅。

## 名所・旧跡
- 國津比古命神社（大字八反地字西原）
- 櫛玉比賣命神社（大字八反地字北宮崎）